# Кузнецов, Юрий Фёдорович
Юрий Фёдорович Кузнецов (29 июня 1936 — 4 сентября 1981) — мокшанский писатель, литературный критик и журналист. Мастер литературной пародии. Член Союза журналистов (1965), Союза писателей СССР (1977), а также Союза писателей РМ (1979).

## Биография
Юрий Кузнецов родился 27 июня 1936 года в селе Мордовская Пишля, Рузаевский район, современная Республика Мордовия, в семье педагога. Кузнецов учился на филологическом факультете Мордовского государственного университета, который окончил в 1958 году. Ещё в студенчестве принимал активное участие в работе университетского литературного объединения, ру
ководителем которого был Артур Моро, эрзянский народный поэт. С 1958 года Кузнецов с перерывом на службу в армии работал в газете «Мокшень правда», затем на заочном отделении окончил аспирантуру МНИИЯЛИЭ (Мордовский научно-исследовательский институт языка, литературы, истории, экономики). В 1971—1981 годах работал редактором отдела художественной литературы Мордовского книжного издательства.
В конце 50-х годов Кузнецов начал заниматься литературной деятельностью. Началом стало то, что его критические статьи, заметки и очерки печатались в местных газетах и журналах. В начале 70-х годов он получает признание как литератор. В 1972 году был опубликован первый сборник рассказов «Ичкоздень семафор» («Дальний семафор»), позже в свет вышли такие сборники: «Коряй пайгонят» («Звенящие колокольчики», 1973), «Сембось ушеткшни киста» («Все начинается с дороги», 1975), «И снова лето» (1976), «Сёксень пизелхт» («Осенние рябины», 1979), «Ожудова, вишке коволхт» («Подождите, быстрые облака», 1981), «Полдень» (1981), «Чистые ключи» (1983).
Умер 4 сентября 1981 года в Саранске, похоронен там же.

## Характеристика произведений
Отличительными чертами прозы Кузнецова является психологический анализ и попытка раскрытия неоднозначного внутреннего мира современника. В его рассказах и повестях затрагивается ряд морально-нравственных проблем, автор пытался передать в них атмосферу времени. Внимание автора сосредоточено на духовном мире героев. Например, в повести «Коряй пайгонят» («Звенящие колокольчики») писатель в лирической форме пытался показать родные земли, жителей деревни, где прошло его детство и юность. Для произведения характерны умелая комбинация лиризма и нравственная требовательность ко всем персонажам. Автор проводит своих героев через жизненные ситуации, которые требуют решительного действия, таким образом, выявляются положительные и отрицательные стороны героев.
Произведения Кузнецова переведены на русский, финно-угорские языки.